# Грамбов (Передняя Померания)
Грамбов (нем. Grambow) — община в Германии, в земле Мекленбург-Передняя Померания.
Входит в состав района Иккер-Рандов. Подчиняется управлению Лёкниц-Пенкун. Население составляет 1040 человек (2009): в 2003 г. — 1028. Занимает площадь 34,87 км².
| Год  | Население |
| ---- | --------- |
| 1991 | 1208      |
| 1995 | 1136      |
| 2000 | 1142      |
| 2005 | 974       |
| 2010 | 1011      |